# Niklas Rademacher
Niklas Rademacher (* 3. März 1982 in Wesel, Deutschland) ist ein deutscher Volleyball- und Beachvolleyballspieler.

## Karriere Beach
Niklas Rademacher wurde mit David Klemperer 1999 Vize-Europameister der U19. 2000 wurde er zusammen mit Julius Brink Dritter bei der U19-EM. Anschließend spielte er wieder zusammen mit Klemperer, mit dem er seine erfolgreichste Zeit hatte. Das Duo wurde 2001 und 2004 Dritter der Deutschen Meisterschaft. Bei der WM 2003 in Rio de Janeiro belegten sie den neunten Rang. 2004 erreichten sie außerdem Platz vier bei der EM in Timmendorfer Strand und einen zweiten Platz beim World-Tour-Turnier in Stavanger. Nach der Trennung von Klemperer spielte Rademacher wegen seines Auslandsaufenthalts in Kanada und wegen zahlreicher Verletzungen nur noch sporadisch am Beach. 2005 hatte mit Thomas Kröger bei der WM 2005 in Berlin seinen letzten Einsatz auf internationaler Ebene. Von 2006 bis 2010 spielte Rademacher mit verschiedenen Partnern (u. a. mit Altmeister Burkhard Sude) nur noch auf nationaler Ebene.

## Karriere Halle
Parallel zum Beachvolleyball spielte Niklas Rademacher auch Hallenvolleyball als Angreifer auf der Außenposition, zunächst bis 1999 bei TuB Bocholt. Danach wechselte er in die Bundesliga zum Moerser SC und zum SV Bayer Wuppertal. Von 2001 bis 2004 konzentrierte er sich auf seine internationale Beach-Karriere. Von 2004 bis 2008 spielte er als Student an der Dalhousie University in Kanada. Nach weiteren Bundesliga-Einsätzen von 2008 bis 2010 bei evivo Düren, wo er häufig wegen Verletzungen ausfiel, landete Niklas Rademacher beim Zweitligisten VC Eintracht Mendig. Hier wurde er als Spieler und Co-Trainer 2011 Meister der 2. Bundesliga Süd. Seit 2012 ist Rademacher Spielertrainer in der Regionalligamannschaft der SG Aachen-Düren.